# Year Zero
Year Zero es el quinto álbum de estudio de la banda estadounidense de rock industrial Nine Inch Nails, lanzado por Interscope Records el 17 de abril de 2007. Concebido durante la gira de presentación de su álbum anterior, With Teeth (2005), el álbum se grabó a finales de 2006. Fue producido por Trent Reznor y Atticus Ross, y fue el primer álbum de estudio de la banda desde The Downward Spiral de 1994 que no fue coproducido por su colaborador de siempre, Alan Moulder. Fue el último álbum de la banda para Interscope, tras la salida de Reznor ese mismo año debido a una disputa sobre precios en el extranjero.
A diferencia del estilo introspectivo de composición de los trabajos anteriores de la banda, este disco es un álbum conceptual que critica las políticas contemporáneas del gobierno de Estados Unidos al presentar una visión distópica del año 2022. Formó parte de un proyecto más amplio, Year Zero, que incluía un álbum de remezclas, un juego de realidad alternativa homónimo y una adaptación televisiva o cinematográfica. El juego amplió la trama del álbum, utilizando sitios web, mensajes telefónicos pregrabados, murales, entre otros medios, para promocionarlo. El álbum se promocionó con dos sencillos: «Survivalism» y «Capital G».
Year Zero recibió críticas positivas, que elogiaron su concepto y producción, así como el juego de realidad alternativa que lo acompaña. El álbum alcanzó el número 2 en Estados Unidos, el número 6 en el Reino Unido y el top 10 en otros países.

## Grabación
En una entrevista de 2005 con Kerrang!, Trent Reznor expresó su intención de escribir material para un nuevo lanzamiento durante la gira de promoción de With Teeth. Según se informa, comenzó a trabajar en el nuevo álbum en septiembre de 2006. Reznor ideó gran parte de la dirección musical del álbum en su computadora portátil. Reznor declaró a Kerrang! en una entrevista posterior: «Cuando estaba en la gira Live: With Teeth, para mantenerme ocupado, me concentraba y trabajaba en la música todo el tiempo, lo que me mantuvo en modo creativo y, al terminar la gira, sentí que no estaba cansado y quería seguir adelante».
Las limitaciones de idear la dirección musical del álbum en un autobús de gira obligaron a Reznor a trabajar de forma diferente a la habitual. Reznor dijo: «No tenía guitarras a mano porque era demasiado lío... Era otra limitación creativa... Si hubiera estado en mi estudio, habría hecho las cosas como las suelo hacer. Pero no poder hacerlo me obligó a probar cosas divertidas».
Al final de la gira, Reznor comenzó a trabajar en los conceptos líricos del álbum, intentando romper con su enfoque típicamente introspectivo. Reznor se inspiró en su preocupación por la situación en Estados Unidos y en lo que imaginaba como el rumbo político, espiritual y social del país. Year Zero se mezcló en enero de 2007, y Reznor declaró en su blog que el álbum estaba terminado el 5 de febrero. El presupuesto del álbum, según se informó, fue de US$2 millones, pero como Reznor compuso la mayor parte del álbum él mismo en su portátil y en su estudio casero, gran parte del presupuesto se destinó a la extensa campaña promocional que lo acompañó.
Una canción extraída del álbum incluía la voz de Josh Homme, de Queens of the Stone Age. Ese mismo año, Reznor colaboró con la voz de su canción «Era Vulgaris», que también se extrajo del álbum homónimo.

## Composición y temas
La música del álbum presenta los estilos de rock industrial, electro-industrial, electrónica, y digital hardcore. Reznor llamó a Year Zero un «cambio de dirección» en el sentido de que «no suena como With Teeth». También dijo que cuando termina un nuevo álbum, tiene que «enfrentarse a quienes se encargan de venderlo. La única vez que eso no ocurrió fue con With Teeth. Esta vez, sin embargo, esperaba una batalla épica. Year Zero no es un disco particularmente amigable y, desde luego, no se parece a nada que haya por ahí ahora mismo».
Quince temas originales fueron considerados para incluirlos en el álbum, que Reznor describió como «Muy conceptual. Bastante ruidoso. Jodidamente genial». Reznor también describió el álbum como una especie de «collage de sonidos», citando la inspiración musical de los primeros discos de Public Enemy, en concreto las técnicas de producción de The Bomb Squad. La mayoría de los elementos musicales de Year Zero fueron creados por Reznor únicamente en su portátil, a diferencia de With Teeth, con su fuerte componente instrumental. La reseña de AllMusic describió el sonido mezclado con computadora portátil del álbum: «las guitarras chirrían contra fallos, pitidos, estallidos y manchas de ataques sónicos borrosos. La percusión se impone, distorsionada, orgánica, en bucle, atornillada, husillada y rota». Muchas reseñas del álbum compararon el sonido electrónico del álbum con lanzamientos anteriores de Nine Inch Nails como The Downward Spiral y The Fragile, al tiempo que contrastaban sus sonidos fuertemente modificados con el enfoque más «orgánico» de With Teeth. Muchos críticos también comentaron sobre el tono general del álbum, incluyendo descripciones como «mucho ambiente plateado y gris» y referencias al «tono oblicuo» del álbum. La reseña de The New York Times describió el sonido del álbum diciendo «Los ritmos duros se suavizan con distorsión, la estática amortigua las rabietas, las líneas de bajo furtivas flotan bajo la superficie». El artículo continuaba describiendo cada tema: «Y como siempre, la música está llena de detalles: “Meet Your Master” atraviesa al menos tres ciclos de decadencia y renacimiento; parte de la gracia de “The Warning” reside en rastrear los timbres en constante mutación».
Muchas de las canciones del álbum cuentan con un final instrumental extenso, que abarca toda la segunda mitad de «The Great Destroyer», de tres minutos de duración. El álbum fue coproducido por Reznor y Atticus Ross, mezclado por su colaborador de siempre, Alan Moulder, y masterizado por Brian Gardner. El álbum cuenta con contribuciones instrumentales de Josh Freese, miembro de la banda en directo, y la voz de Saul Williams.
Los diseños de la mercancía de la gira de Nine Inch Nails de 2006 incluían referencias explícitas al ejército estadounidense, que, según Reznor, «reflejaban el rumbo futuro». Reznor describió posteriormente Year Zero como «la banda sonora de una película inexistente». El álbum critica las políticas del gobierno estadounidense y «podría tratar sobre el fin del mundo». Reznor citó específicamente lo que denominó la «erosión de las libertades» y «la forma en que tratamos al resto del mundo y a nuestros propios ciudadanos». Reznor había calificado previamente los resultados de las elecciones estadounidenses de 2004 como «un paso más cerca del fin del mundo».
Aunque la historia ficticia comienza en enero de 2007, la cronología del álbum y del juego de realidad alternativa menciona eventos históricos, como los atentados del 11 de septiembre y la guerra de Irak. A partir de ahí, sucesos ficticios desencadenan un caos mundial, incluyendo ataques bioterroristas, la participación de Estados Unidos en una guerra nuclear con Irán y la eliminación de las libertades civiles estadounidenses a manos de la agencia gubernamental ficticia, la Oficina de Moralidad. A pesar de ser ficticio, un columnista del Hartford Courant comentó: «Lo aterrador es que esto no parece tan descabellado como debería, dadas las recientes revelaciones sobre el abuso de la Ley Patriota por parte del FBI y el doble discurso de que “disentir equivale a deslealtad” que ha surgido desde Washington en los últimos años».

## Portada
Toda la obra de arte de Year Zero fue creada por Rob Sheridan, director artístico de Nine Inch Nails, a quien también se le atribuye la obra de arte de With Teeth, entre otros lanzamientos de Nine Inch Nails desde el año 2000. El álbum cuenta con una carátula termocromada sensible al calor que parece negra al abrirse, pero revela un código binario negro sobre fondo blanco al generarse calor al reproducirlo. La secuencia binaria se traduce como «exterminal.net», la dirección de un sitio web relacionado con el juego de realidad alternativa. Reznor mostró su descontento por el sobreprecio del CD en Australia por el termorrecubrimiento.
El álbum incluye un pequeño encarte que es una advertencia de la ficticia Oficina de Moralidad de los Estados Unidos (USBM), con un número de teléfono para denunciar a personas que hayan «participado en actos subversivos». Al llamar al número, se reproduce una grabación de la USBM que dice: «Al llamar a este número, usted y su familia se declaran culpables implícitamente de consumir medios antiestadounidenses y han sido señalados como posibles militantes».
La revista Rolling Stone la nombró una de las mejores portadas de álbum de 2007.

## Promoción

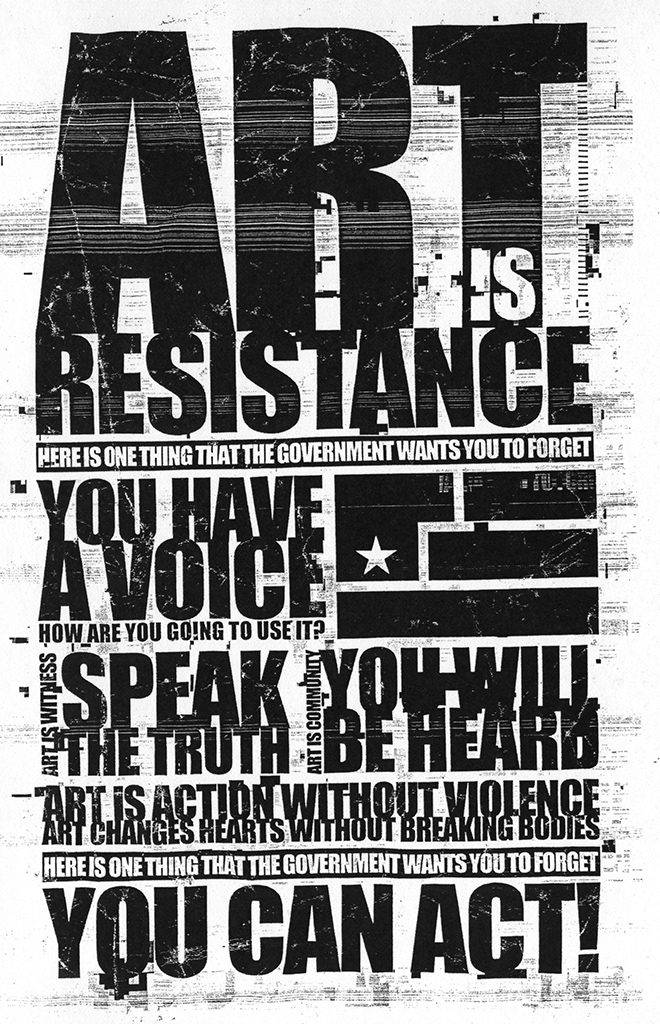
Un volante de Art is Resistance del juego de realidad alternativa Year Zero

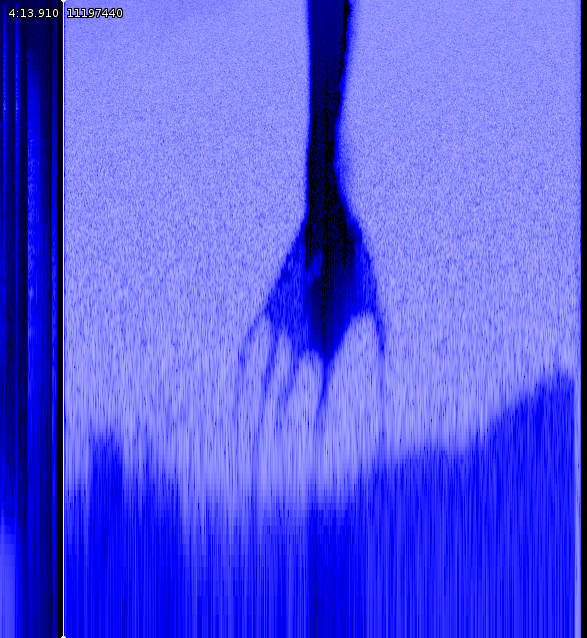
Un espectrograma del ruido al final de «My Violent Heart», una de las pistas de la unidad USB encontrada en un concierto en Portugal

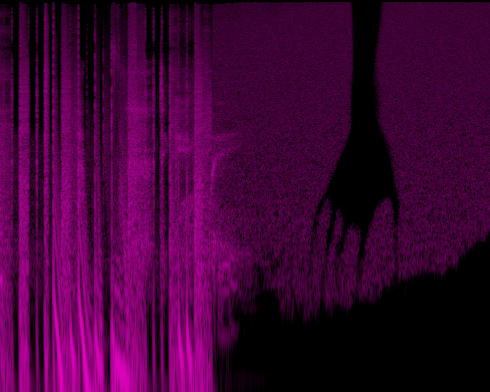
Un espectrograma de «The Warning» del lanzamiento del CD

Mientras continuaba el trabajo en el álbum, Reznor insinuó en una entrevista que era «parte de un panorama más amplio de varias cosas en las que estoy trabajando». En febrero de 2007, los fanáticos descubrieron que una nueva camiseta de la gira de Nine Inch Nails contenía letras resaltadas que formaban la frase «I am trying to believe». Esta frase se registró como URL de un sitio web, y pronto se descubrieron varios sitios web relacionados en el rango IP, todos describiendo una visión distópica del ficticio «Year Zero». Posteriormente se informó que 42 Entertainment había creado estos sitios web para promocionar Year Zero como parte de un juego de realidad alternativa.
La historia de Year Zero se desarrolla en Estados Unidos en el año 2022; o «Año 0» según el gobierno estadounidense, el año del renacimiento de Estados Unidos. Estados Unidos ha sufrido varios atentados terroristas importantes y, en respuesta, el gobierno ha tomado el control absoluto del país y ha retornado a una teocracia fundamentalista cristiana. El gobierno mantiene el control de la población mediante instituciones como la Oficina de Moralidad y la Primera Iglesia Evangélica de Plano, además de una mayor vigilancia y la administración secreta de un sedante suave al agua del grifo. En respuesta a la creciente opresión gubernamental, varios sitios web corporativos, gubernamentales y subversivos fueron transportados al presente por un grupo de científicos que trabajaban clandestinamente contra el gobierno autoritario. Estos sitios web del futuro fueron enviados al año 2007 para advertir al pueblo estadounidense del inminente futuro distópico y para evitar que se formara.
El juego Year Zero consistía en una extensa serie de sitios web, números de teléfono, correos electrónicos, videos, MP3, murales y otros medios que expandían la historia ficticia del álbum. Cada nuevo contenido multimedia contenía diversas pistas y claves para descubrir el siguiente, y dependía de la participación de los seguidores para descubrir cada nueva faceta del juego en expansión. La revista Rolling Stone describió la participación de los fanáticos en esta promoción como el «sueño del equipo de marketing». Sin embargo, Reznor argumentó que «marketing» era una descripción inexacta del juego y que «no se trataba de un truco para que compraras un disco; es la forma de arte».
Parte de esta campaña promocional incluía memorias USB que se dejaban en salas de conciertos para que los seguidores las encontraran durante la gira europea de Nine Inch Nails de 2007. Durante un concierto en Lisboa (Portugal), se encontró una memoria USB en un baño que contenía un MP3 de alta calidad del tema «My Violent Heart», una canción del álbum inédito. Otra memoria USB se encontró en un concierto en Barcelona (España), con el tema «Me, I'm Not». Los mensajes encontrados en las memorias USB y en la ropa de la gira condujeron a sitios web e imágenes adicionales del juego, y al lanzamiento anticipado de varias canciones inéditas del álbum. Tras el descubrimiento de las memorias USB, los archivos de audio de alta calidad circularon rápidamente por internet. Los propietarios de los sitios web que los alojaban pronto recibieron órdenes de cese y desistimiento de la Recording Industry Association of America (RIAA), a pesar de que Interscope había autorizado la campaña viral y el lanzamiento anticipado de las pistas. Reznor declaró a The Guardian:

«La memoria USB era simplemente un mecanismo para filtrar la música y los datos que queríamos. El formato del CD está obsoleto e irrelevante. Es dolorosamente obvio lo que la gente quiere: música sin DRM con la que puedan hacer lo que quieran. Si la avariciosa industria discográfica adoptara ese concepto, creo que la gente pagaría por la música y la consumiría más».

El 22 de febrero de 2007, se publicó un avance en la página web oficial de Year Zero. Presentaba un breve vistazo a una señal de tráfico azul que decía «I AM TRYING TO BELIEVE», así como una imagen distorsionada de «The Presence» de la portada del álbum. Un fotograma del avance llevaba a los fanáticos a una URL con la portada completa. En marzo, se publicaron los archivos de audio multipista del primer sencillo de Year Zero, «Survivalism», en formato GarageBand para remezclas. Los archivos multipista de «Capital G», «My Violent Heart» y «Me, I'm Not» se publicaron al mes siguiente, y los archivos de «The Beginning of the End», «Vessel» y «God Given» se publicaron al mes siguiente. En respuesta a una filtración temprana del álbum, el álbum completo estuvo disponible para streaming en la página de MySpace de Nine Inch Nails una semana antes de su lanzamiento oficial.

### Gira
Tras un descanso de las giras para completar el trabajo en Year Zero, la banda en vivo de Nine Inch Nails se embarcó en una gira mundial en 2007, llamada Performance 2007. La gira incluyó su primera actuación en China. Reznor continuó de gira con la misma banda con la que concluyó la gira anterior: Aaron North, Jeordie White, Josh Freese y Alessandro Cortini. La gira abarcó noventa y un fechas por Europa, Asia, Australia y Hawái.
Entre las etapas de la gira, Nine Inch Nails ofreció una actuación como parte del juego Year Zero. Un pequeño grupo de fanáticos recibió llamadas telefónicas ficticias dentro del juego que los invitaban a una «reunión de resistencia» en un aparcamiento de Los Ángeles. Quienes acudieron recibieron «kits de resistencia», algunos de los cuales contenían teléfonos móviles que posteriormente informarían a los participantes con más detalles. Tras recibir instrucciones por celular, los fanáticos que asistieron a una reunión ficticia de Art is Resistance en Los Ángeles fueron recompensados con una actuación inesperada de Nine Inch Nails. El concierto se interrumpió cuando un equipo SWAT ficticio allanó la reunión y el público fue evacuado a toda prisa del edificio.

## Lanzamiento

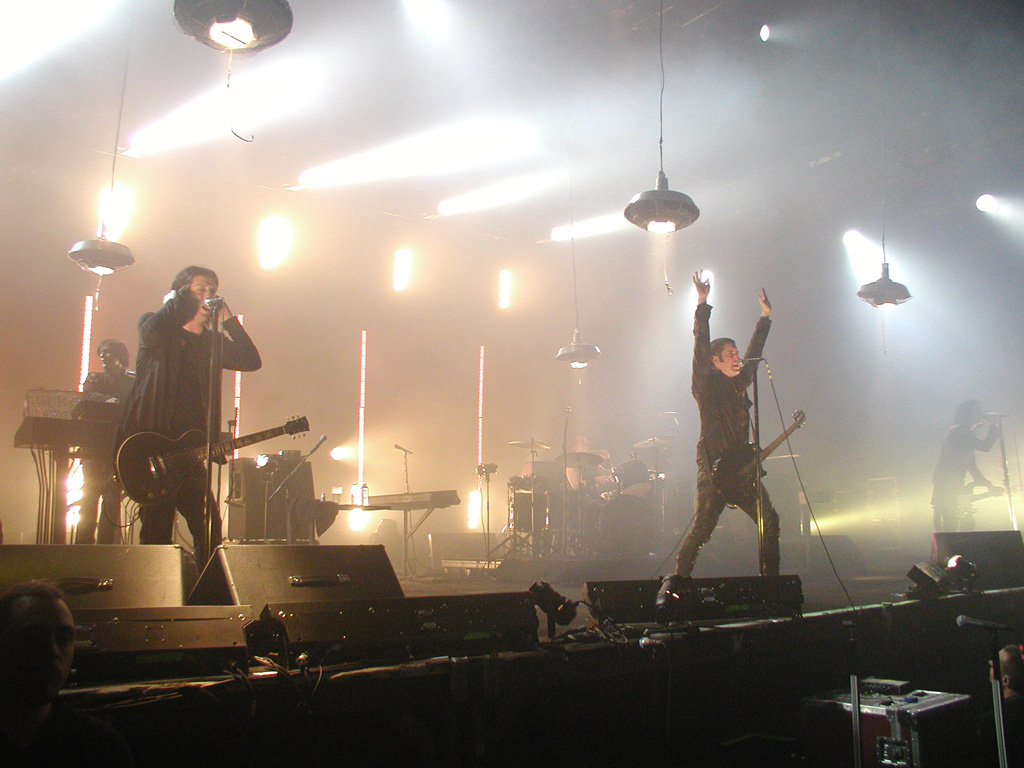
Nine Inch Nails durante la gira Performance 2007.

Tras su lanzamiento en abril de 2007, Year Zero vendió más de 187 000 copias en su primera semana. El álbum alcanzó el número dos en el Billboard 200 y se ubicó entre los 10 primeros en otros seis países, incluyendo Australia, Canadá y el Reino Unido. El sencillo principal del álbum, «Survivalism», alcanzó el número 68 en el Billboard Hot 100 y encabezó las listas de Modern Rock y de sencillos canadienses. El segundo sencillo, «Capital G», alcanzó el número seis en la lista de Modern Rock.
En una publicación en el sitio web oficial de Nine Inch Nails, Reznor criticó a Universal Music Group, la empresa matriz de Interscope Records, por sus planes de precios y distribución para Year Zero. Escribió que odiaba a Interscope por fijar un precio del álbum más alto de lo habitual, calificando con humor el precio de venta al público de Year Zero en Australia como «ABSURDO»  [sic] y concluyendo que «como recompensa por ser un “verdadero fan”, te estafan». Reznor añadió que, en los últimos años, el «clima» de las discográficas podría tener un impacto cada vez más ambivalente en los consumidores que compran música. La publicación de Reznor, en concreto su crítica a la industria discográfica en general, atrajo considerable atención mediática. Reznor continuó su ataque contra Universal Music Group durante un concierto en septiembre de 2007 en Australia, donde instó a los fanáticos a «robar» su música en línea en lugar de comprarla legalmente. Reznor continuó animando al público a «robar, robar y robar más, dárselo a todos sus amigos y seguir robando». Aunque Universal nunca respondió públicamente a las críticas, un portavoz de la Australian Music Retailers Association declaró: «Tiene el mismo precio en Australia que en Estados Unidos debido al embalaje adicional». Debido a la disputa sobre el precio, se descartaron los planes de lanzar un maxisencillo de «Capital G» en Europa. El tema se lanzó en su lugar como un sencillo de edición limitada, sin un «número de Halo», a diferencia de la mayoría de los lanzamientos oficiales de Nine Inch Nails.
Year Zero fue el último álbum de estudio de Nine Inch Nails publicado por Interscope. Reznor anunció en octubre de 2007 que Nine Inch Nails había cumplido con sus compromisos contractuales con Interscope y podía continuar «libre de cualquier contrato de grabación con cualquier sello», poniendo fin de forma efectiva a la relación de la banda con su sello discográfico.

### Proyectos relacionados
Un álbum de remezclas, titulado Year Zero Remixed, se lanzó en noviembre de 2007. Debido al vencimiento de su contrato con Interscope Records, el lanzamiento, marketing y promoción del álbum quedaron completamente bajo el control de Reznor. El álbum incluye remezclas de artistas como The Faint, Ladytron, Bill Laswell, Saul Williams, Olof Dreijer de The Knife y Sam Fogarino de Interpol. El propio Reznor apoya firmemente las remezclas de canciones del álbum creadas por fanáticos, como lo demuestra su decisión de subir cada canción en formato multipista al entonces recién creado sitio web de remezclas de Nine Inch Nails. Las versiones instrumentales de las canciones de Year Zero están disponibles en el sitio para su descarga en múltiples formatos, incluyendo MP3, WAV, GarageBand y Ableton Live.
Una adaptación cinematográfica de Year Zero se convirtió en un proyecto televisivo en 2007. Reznor se reunió con varios escritores y presentó la idea a las cadenas de televisión. La huelga del Sindicato de Escritores de Estados Unidos (WGA) de 2007-2008 afectó la etapa de preproducción. Sin embargo, Reznor comentó en 2008 que el proyecto «sigue su curso» y que había comenzado a trabajar con el productor cinematográfico estadounidense Lawrence Bender. En 2010, Reznor comenzó a desarrollar la miniserie Year Zero con HBO y BBC Worldwide Productions. Reznor y Bender colaboraron con el guionista de Carnivàle, Daniel Knauf, para crear la epopeya de ciencia ficción. Cuando se le preguntó sobre la miniserie durante una sesión de «Ask Me Anything» en Reddit el 13 de noviembre de 2012, Reznor dijo que estaba «actualmente en espera» y explicó: «Nosotros [Reznor y Sheridan] no encontramos al escritor adecuado, y realmente hemos estado evitando hacer lo que deberíamos haber hecho desde el principio: escribirla nosotros mismos. [...] Este proyecto significa mucho para mí y verá la luz del día de una forma u otra». En 2017, durante una entrevista para promocionar el nuevo EP de Nine Inch Nails, Add Violence, Reznor dijo: «Llegaron tan lejos como para contratar a un escritor, pero luego se fue al traste porque nunca tuvimos al escritor adecuado. Debería haberlo hecho yo mismo».

## Recepción
Year Zero recibió reseñas generalmente favorables de los críticos musicales, con una calificación promedio del 76 % basada en 28 revisiones en Metacritic. Robert Christgau describió Year Zero como el «álbum más melodioso» de Reznor, mientras que Thomas Inskeep, de la revista Stylus, lo elogió como «uno de los álbumes de “rock” más vanguardistas que ha salido en mucho tiempo». Rob Sheffield, de Rolling Stone, lo calificó como el «álbum más sólido, extraño y complejo de Reznor desde The Downward Spiral» y concluyó que «ha recuperado su valentía». Rolling Stone lo situó en el puesto número 21 de su lista de los «50 mejores álbumes de 2007».
Varios críticos también comentaron sobre el juego de realidad alternativa que lo acompaña. Ann Powers, de Los Angeles Times, elogió el concepto del álbum y el juego como «una unión total de la estética pop y gamer que desbloquea las jaulas oxidadas de la industria musical y resuelve algunos problemas clave que enfrenta la música rock a medida que su dominio cultural se disuelve en polvo». En relación con la decadencia de la industria musical, Joseph Jaffe, de Brandweek, comentó que tales «misteriosas medidas de marketing [...] son lo que se necesita desesperadamente para ganar atención en esta era incierta de dilemas de distribución y ventas caídas», también elogió a artistas como Nine Inch Nails y Radiohead por ser «más innovadores que los comercializadores». Entertainment Weekly le dio al álbum una B+, comparándolo con The X-Files y llamándolo «Un álbum conceptual de ciencia ficción cuya historia del fin de los días, empapada de paranoia, se ha difundido a través de Internet». También afirmaba: «En medio de sus asaltos sónicos cuidadosamente calibrados, Year Zero tiene varias pistas que te detendrán. A veces, es cuestión de bajar el volumen [...] Incluso su uso de la electrónica ha alcanzado un nuevo nivel [...] ¿Hay verdad en esto? No lo sé, pero la afirmación de Reznor de que “conseguí mi violencia en ultrarrealismo de alta definición” nos suena a evangelio».
Sobre el mundo ficticio representado en el álbum y la campaña promocional, el Cleveland Free Times comentó que el mundo ficticio y los personajes del álbum «a menudo parecían torpes y forzados», pero también admitió que «su claustrofobia coagulada encajaba con el tema». Ann Powers agregó: «Las canciones de Year Zero, cada una desde la perspectiva de un personaje o personajes ya existentes en el ARG, establecen una conexión entre la identificación apasionada del fanático de la música con las canciones y la experiencia del jugador de convertirse en otra persona en línea». En 2008, 42 Entertainment ganó dos premios Webby por su trabajo en el juego Year Zero, en las categorías de «Integrated Campaigns» y «Other Advertising: Branded Content».

## Lista de canciones
Todas las canciones escritas y compuestas por Trent Reznor. 
| N.º   | Título                         | Duración |  |
| 1.    | «Hyperpower!»                  | 1:42     |  |
| 2.    | «The Beginning of the End»     | 2:47     |  |
| 3.    | «Survivalism»                  | 4:23     |  |
| 4.    | «The Good Soldier»             | 3:23     |  |
| 5.    | «Vessel»                       | 4:52     |  |
| 6.    | «Me, I'm Not»                  | 4:51     |  |
| 7.    | «Capital G»                    | 3:50     |  |
| 8.    | «My Violent Heart»             | 4:13     |  |
| 9.    | «The Warning»                  | 3:38     |  |
| 10.   | «God Given»                    | 3:50     |  |
| 11.   | «Meet Your Master»             | 4:08     |  |
| 12.   | «The Greater Good»             | 4:52     |  |
| 13.   | «The Great Destroyer»          | 3:17     |  |
| 14.   | «Another Version of the Truth» | 4:09     |  |
| 15.   | «In This Twilight»             | 3:33     |  |
| 16.   | «Zero-Sum»                     | 6:14     |  |
| 63:42 |                                |          |  |

Nota: «Hyperpower!» está estilizado en mayúsculas.

## Personal
Créditos adaptados de las notas del CD.
- Trent Reznor – voz, escritor, instrumentación, producción, ingeniería y dirección de arte
- Atticus Ross – producción e ingeniería
- William Artope – trompeta en «Capital G»
- Brett Bachemin – ingeniería
- Matt Demeritt – saxo tenor en «Capital G»
- Josh Freese – batería en «Hyperpower!» y «Capital G»
- Jeff/Geoff Gallegos – arreglo musical para instrumentos de viento metal y madera, saxo barítono en «Capital G»
- Brian Gardner – masterización
- Steve Genewick – asistente de ingeniería en «Hyperpower!»
- Hydraulx – portada
- Elizabeth Lea – trombón on «Capital G»
- Alan Mason – ingeniería
- Alan Moulder – ingeniería y mezcla
- Rob Sheridan – portada y dirección de arte
- Doug Trantow – ingeniería
- Saul Williams – coros en «Survivalism» y «Me, I'm Not»

## Posicionamiento en listas
| Lista (2007)                         | Posición más alta |
| ------------------------------------ | ----------------- |
| Australia (ARIA)                     | 5                 |
| Austria (Ö3 Austria)                 | 4                 |
| Bélgica (Ultratop Flandes)           | 14                |
| Bélgica (Ultratop Valonia)           | 27                |
| Canadá (Billboard Canadian Albums)   | 3                 |
| Croatian International Albums (HDU)  | 15                |
| República Checa (ČNS IFPI)           | 40                |
| Dinamarca (Hitlisten)                | 24                |
| European Albums (Billboard)          | 4                 |
| Finlandia (Suomen virallinen lista)  | 5                 |
| Francia (SNEP)                       | 17                |
| Alemania (Media Control Charts)      | 6                 |
| Greek Albums (IFPI)                  | 35                |
| Hungría (MAHASZ)                     | 38                |
| Irlanda (IRMA)                       | 13                |
| Italia (FIMI)                        | 18                |
| Mexican Albums (Top 100 Mexico)      | 90                |
| New Zealand Albums (RMNZ)            | 7                 |
| Noruega (VG‑lista)                   | 8                 |
| Portugal (AFP)                       | 20                |
| Escocia (Scottish Albums Chart)      | 7                 |
| España (Promusicae)                  | 32                |
| Suecia (Sverigetopplistan)           | 7                 |
| Suiza (Schweizer Hitparade)          | 13                |
| Reino Unido (UK Albums Chart)        | 6                 |
| Reino Unido (UK Rock & Metal Albums) | 1                 |
| Estados Unidos (Billboard 200)       | 2                 |
| Estados Unidos (Top Rock Albums)     | 1                 |

| Lista (2007)                   | Posición |
| ------------------------------ | -------- |
| US Billboard 200               | 116      |
| US Top Rock Albums (Billboard) | 24       |

## Certificaciones
| Región                                                                        | Certificación | Unidades certificadas/Ventas |
| ----------------------------------------------------------------------------- | ------------- | ---------------------------- |
| Reino Unido (BPI)                                                             | Plata         | 60 000‡                      |
| ‡ Las cifras de ventas y transmisión se basan únicamente en la certificación. |               |                              |